# 카멜레온자리 Hα8
카멜레온자리 Hα8(ChaHα8, ChaHa8)은 카멜레온자리에 있는 갈색 왜성으로, 지구에서 522광년 떨어져 있다. 이 별은 2007년 발견되었으며, 목성 질량의 16~20배에 이르는 동반체가 있는 것으로 추측한다. 이 동반체의 이심률은 0.49이며 공전주기는 1590일이다.